# Hantaoma
Hantaoma est un groupe de folk metal français, originaire de Tarbes et Lourdes, en Midi-Pyrénées.

## Biographie
Hantaoma est formé en 1997 par les membres de Stille Volk. Hantaoma est également le nom choisi par ce même groupe pour leur premier album sorti en 1997. Ce nom, qui signifie « fantôme » en gascon (un dialecte occitan), désigne communément des esprits de la nature ou encore des génies de la montagne autrefois craints par les habitants des Pyrénées.
Le groupe se compose des deux membres de Stille Volk, Patrick Lafforgue et Patrice Roques, accompagnés de trois autres musiciens, Arixon, A.T et Deinos. Roques, Arixon et Deinos sont tous les trois issus du groupe Eviternity. Le concept d'Hantaoma remonte à l'année 1997. Il s'agissait alors de créer un groupe qui allierait heavy metal et musique traditionnelle. L'idée de ce groupe est née d'une envie des membres de rejouer du metal. Cependant, les différents projets des membres de la formation captaient à l'époque toute leur attention (Stille Volk et Eviternity). Quelques morceaux sont tout de même enregistrés mais le projet est rapidement laissé de côté.
Ce n'est pas avant 2004, année sabbatique prise à l'issue des dix ans de Stille Volk, que l'idée fera à nouveau surface. Patrice Roques et Patrick Lafforgue décident de retenter l'expérience. Le fil conducteur de la formation est alors établi : il s'agit d'adapter au metal des morceaux traditionnels en occitan ainsi que d'en créer de nouveaux.
Le groupe signe finalement chez Holy Records pour deux albums. Le premier album du groupe, Malombra, sort en 2005, favorablement accueilli par la presse spécialisée. La formation de Hantaoma n'entraine pour autant pas l'arrêt de Stille Volk, puisque ces derniers ont sorti un nouvel album début 2009. Dans une interview datée du 4 mai 2009, Stille Volk annonce travailler sur le prochain album d'Hantaoma, bien qu'aucune date de sortie ne peut être avancée pour le moment. Le contrat signé avec Holy Records prévoit l'enregistrement d'au moins deux albums.
Le 2 février 2015, après neuf ans de silence, Hantaoma annonce l'écriture d'un nouvel album.

## Style musical
Hantaoma distille une musique axée sur des airs traditionnels. La particularité d'Hantaoma est le mélange des instruments acoustiques traditionnels ou anciens (flûtes, bombardes, luths, hautbois, etc.) aux guitares saturées et à une percussion lourde et parfois rapide (blast beats), dans un style proche d'autres groupes de folk metal français, notamment Bran Barr et Heol Telwen. Avec l'album Malamòrt (2018) s'ajoutent des influences black metal (tremolo picking et blast beats notamment). D'une certaine manière, mais sans que l'expression puisse faire référence à un style musical précis, on peut parler de  « metal occitan ».
Les paroles sont basées sur des sources diverses incluant chansons traditionnelles, récits anciens (à l'image de Vent Follet, Malombra, Maluros et Negra Sason), créations nouvelles, et textes traditionnels, comme un extrait du poème La Ronda dels Mòrts de Louisa Paulin. Les thèmes abordés sont variables. Vent Follet correspond à un vent amené par des sorciers et s'insinuant dans le corps des femmes. Hantaoma se réfère au panthéon Pyrénéen. Maluros et Negra Sason sont une vision des habitants des montagnes de leur environnement. Malombra est une mauvaise ombre pénétrant la conscience et provenant des génies déchus des montagnes et de la nature. Le poème La Ronda del Mòrts, mis en musique par le groupe, traite des différentes familles nobles de Toulouse, Béziers et Montpellier.

## Membres
- Deinos – basse[2]
- Thomas – batterie[2]
- Arixon – chant[2]
- Patrick Lafforgue – chant, guitare électrique, luth, bombarde, flute, cornemuse[2]
- Patrice Roques – chant, guitare électrique et acoustique, bouzouki, mandoline (depuis 1997)[2]